# Киселёвская пещера
Киселёвская пещера (пещера Чебаевского) — памятник природы с 1985 года, расположенный в Ашинском районе Челябинской области.
Находится у северо-восточной окраины города Аша.

## Расположение
Расположена в серых известняках на правом берегу реки Сим на восточном склоне Киселёвского лога. Вход в пещеру находится в 70 метрах выше русла Киселёвского ручья. около четырех километров от города Аша.

## История исследования
В 1968 году пещеру исследовали и картировали на 445 метров спелеологи УСС. В 70-х годах под руководством С. М. Баранова было проведено подробное комплексное изучение всей подземной полости и открыто несколько новых ходов и гротов. Обследованная длина достигла 850 метров. В настоящее время длина пещеры составляет 1260 метров.

## Описание
Входное отверстие представляет собой наклонный колодец и спускаться лучше всего в пещеру по веревке. Попадая в зимнее время в пещеру в первом зале можно увидеть ледяные сталагмиты, сталактиты и ледяные кристаллы. Самым большим гротом пещеры является Банкетный Зал. Его длина 100 метров, ширина от 10 до 40 метров, а высота потолка достигает 10 метров. Потолок и стены зала украшают различные натечные образования. Из этого зала имеется лаз в небольшой грот, пол которого покрыт сырой пластичной глиной.
В пещере протекает подземная речка, русло которой расположено в глиняных отложениях.